# Indianapolis 500 2012
Indianapolis 500 2012 – 96. edycja wyścigu który został rozegrany na torze Indianapolis Motor Speedway 27 maja 2012 roku w ramach serii IRL IndyCar Series. Udział w nim wzięło 33 kierowców z 13 krajów.

## Ustawienie na starcie
Do rywalizacji o 33 miejsca startowe która odbywała się w dniach 19-20 maja zgłosiły się 33 załogi. Tak skromna liczba zgłoszeń jak na tę imprezę spowodowana była nowym typem nadwozia stosowanym od tego sezonu i niewielką ich jeszcze dostępnością. 19 maja odbył się Pole day podczas którego najpierw ustalono pozycje od 1 do 24, a następnie najlepsza dziewiątka miała wymazane czasy i rywalizowała między sobą o pole postion. Po raz pierwszy w karierze wywalczył je Ryan Briscoe ze średnią prędkością czterech okrążeń 226,484 mph (364,5 km/h). Pozostałe miejsca startowe zostały ustalone 22 maja podczas Bump day.
| Linia | Wewnątrz | Wewnątrz               | Na środku | Na środku           | Na zewnątrz | Na zewnątrz           |
| ----- | -------- | ---------------------- | --------- | ------------------- | ----------- | --------------------- |
| 1     | 6        | Ryan Briscoe           | 27        | James Hinchcliffe   | 28          | Ryan Hunter-Reay      |
| 2     | 26       | Marco Andretti         | 12        | Will Power          | 3           | Hélio Castroneves (W) |
| 3     | 67       | Josef Newgarden (R)    | 11        | Tony Kanaan         | 5           | E.J. Viso             |
| 4     | 8        | Rubens Barrichello (R) | 98        | Alex Tagliani       | 38          | Graham Rahal          |
| 5     | 25       | Ana Beatriz            | 83        | Charlie Kimball     | 9           | Scott Dixon (W)       |
| 6     | 50       | Dario Franchitti (W)   | 19        | James Jakes (R)     | 4           | J.R. Hildebrand       |
| 7     | 15       | Takuma Sato            | 99        | Townsend Bell       | 18          | Justin Wilson         |
| 8     | 30       | Michel Jourdain Jr.    | 77        | Simon Pagenaud (R)  | 17          | Sebastián Saavedra    |
| 9     | 7        | Sébastien Bourdais     | 41        | Wade Cunningham (R) | 22          | Oriol Servià          |
| 10    | 20       | Ed Carpenter           | 14        | Mike Conway         | 6           | Katherine Legge (R)   |
| 11    | 39       | Bryan Clauson (R)      | 78        | Simona de Silvestro | 64          | Jean Alesi (R)        |

- (W) = wygrał w przeszłości Indianapolis 500
- (R) = pierwszy start w Indianapolis 500

| Punkty | 15 | 13 | 12 | 11 | 10 | 9 | 8 | 7 | 6 | 4 | 3 |

## Wyścig
Start wyścigu przebiegł bez żadnych incydentów. Na pierwszych okrążeniach zmieniali się na prowadzeniu Ryan Briscoe i James Hinchcliffe. Po kilku pierwszych okrążeniach pokazano czarną flagę kierowcom jadącym z silnikami Lotusa, Simonie de Silvestro i Jean Alesiemu, za zbyt wolne tempo jazdy. Od 20. okrążenia na prowadzenie wyszedł Marco Andretti i z krótkimi przerwami na zjazdy do boksu prowadził do 90. okrążenia. Na 80. okrążeniu zarządzono neutralizację po wypadku Mike'a Conwaya i Willa Powera. Conway z powodu uszkodzenia przedniego skrzydła stracił panowanie nad samochodem w drugim zakręcie a Power wpadł na niego nie będąc w stanie go ominąć.
Kolejnymi liderami wyścigu byli Scott Dixon (okrążenia 91-118) i Takuma Sato (119-123 i 126-146). Ostatnią ćwiartkę wyścigu na prowadzeniu regularnie zmieniali się kierowcy zespołu Ganassi – Scott Dixon i Dario Franchitti oszczędzając w ten sposób paliwo (prowadzący zużywa go więcej). Na 178. okrążeniu został pobity rekord 29 zmian na prowadzeniu z 1960 roku (ostatecznie w tym wyścigu było ich 34).
Na 188. okrążeniu swój pojazd rozbił Marco Andretti co spowodowało kolejną neutralizację i zjechanie się stawki. Wyścig wznowiono na 194. okrążeniu. Prowadzący Tony Kanaan został natychmiast wyprzedzony przez duet Franchitti-Dixon którzy kontynuowali zmienianie się na prowadzeniu. Za nimi jechał Takuma Sato który na przedostatnim okrążeniu włączył się do walki i rozdzielił obu kierowców, przez co Dixon został nieco w tyle. Rozpoczynając ostatnie okrążenie Sato zaatakował pozycję lidera. Wydawało się, że Japończyk obejmie prowadzenie, jednak wchodząc w pierwszy zakręt wpadł w poślizg i rozbił się na bandzie. Momentalnie wywieszono żółte flagi i na metę bez wyprzedzania dojechali Franchitti przed Dixonem i Kanaanem.
| P                                                            | Start                                    | Nr                                       | Kierowca                                 | S                                        | Okrążeń                                  | NP                                       | Czas/Powód wycofania                | Zespół                                    | Punkty                              |
| ------------------------------------------------------------ | ---------------------------------------- | ---------------------------------------- | ---------------------------------------- | ---------------------------------------- | ---------------------------------------- | ---------------------------------------- | ----------------------------------- | ----------------------------------------- | ----------------------------------- |
| 1                                                            | 16                                       | 50                                       | Dario Franchitti                         | H                                        | 200                                      | 23                                       | 2:58:51.2532                        | Chip Ganassi Racing                       | 50+4                                |
| 2                                                            | 15                                       | 9                                        | Scott Dixon                              | H                                        | 200                                      | 53                                       | +0.0295                             | Chip Ganassi Racing                       | 40+4                                |
| 3                                                            | 8                                        | 11                                       | Tony Kanaan                              | C                                        | 200                                      | 7                                        | +0.0677                             | KV Racing Technology                      | 35+8                                |
| 4                                                            | 27                                       | 22                                       | Oriol Servià                             | C                                        | 200                                      | 0                                        | +2.9166                             | Dreyer & Reinbold Racing i Panther Racing | 32+3                                |
| 5                                                            | 1                                        | 2                                        | Ryan Briscoe                             | C                                        | 200                                      | 15                                       | +3.6721                             | Penske Racing                             | 30+15                               |
| 6                                                            | 2                                        | 27                                       | James Hinchcliffe                        | C                                        | 200                                      | 5                                        | +4.0962                             | Andretti Autosport                        | 28+13                               |
| 7                                                            | 21                                       | 18                                       | Justin Wilson                            | H                                        | 200                                      | 0                                        | +4.2430                             | Dale Coyne Racing                         | 26+4                                |
| 8                                                            | 14                                       | 83                                       | Charlie Kimball                          | H                                        | 200                                      | 3                                        | +4.6056                             | Chip Ganassi Racing                       | 24+4                                |
| 9                                                            | 20                                       | 99                                       | Townsend Bell                            | H                                        | 200                                      | 0                                        | +5.6168                             | Schmidt–Hamilton Motorsports              | 22+4                                |
| 10                                                           | 6                                        | 3                                        | Hélio Castroneves                        | C                                        | 200                                      | 0                                        | +7.6352                             | Penske Racing                             | 20+9                                |
| 11                                                           | 10                                       | 8                                        | Rubens Barrichello (R)                   | C                                        | 200                                      | 2                                        | +7.9240                             | KV Racing Technology                      | 19+4                                |
| 12                                                           | 11                                       | 98                                       | Alex Tagliani                            | H                                        | 200                                      | 2                                        | +8.2543                             | Bryan Herta Autosport                     | 18+4                                |
| 13                                                           | 12                                       | 38                                       | Graham Rahal                             | H                                        | 200                                      | 0                                        | +8.7539                             | Chip Ganassi Racing                       | 17+4                                |
| 14                                                           | 18                                       | 4                                        | J.R. Hildebrand                          | C                                        | 200                                      | 0                                        | +11.3423                            | Panther Racing                            | 16+4                                |
| 15                                                           | 17                                       | 19                                       | James Jakes (R)                          | H                                        | 200                                      | 0                                        | +13.4494                            | Dale Coyne Racing                         | 15+4                                |
| 16                                                           | 23                                       | 77                                       | Simon Pagenaud (R)                       | H                                        | 200                                      | 0                                        | +14.1382                            | Schmidt–Hamilton Motorsports              | 14+4                                |
| 17                                                           | 19                                       | 15                                       | Takuma Sato                              | H                                        | 199                                      | 31                                       | Wypadek                             | Rahal Letterman Lanigan Racing            | 13+4                                |
| 18                                                           | 9                                        | 5                                        | E.J. Viso                                | C                                        | 199                                      | 0                                        | +1 okrążenie                        | KV Racing Technology                      | 12+6                                |
| 19                                                           | 22                                       | 30                                       | Michel Jourdain Jr.                      | H                                        | 199                                      | 0                                        | +1 okrążenie                        | Rahal Letterman Lanigan Racing            | 12+4                                |
| 20                                                           | 25                                       | 7                                        | Sébastien Bourdais                       | C                                        | 199                                      | 0                                        | +1 okrążenie                        | Dragon Racing                             | 12+3                                |
| 21                                                           | 28                                       | 20                                       | Ed Carpenter                             | C                                        | 199                                      | 0                                        | +1 okrążenie                        | Ed Carpenter Racing                       | 12+3                                |
| 22                                                           | 30                                       | 6                                        | Katherine Legge (R)                      | C                                        | 199                                      | 0                                        | +1 okrążenie                        | Dragon Racing                             | 12+3                                |
| 23                                                           | 13                                       | 25                                       | Ana Beatriz                              | C                                        | 190                                      | 0                                        | +10 okrążeń                         | Andretti Autosport i Conquest Racing      | 12+4                                |
| 24                                                           | 4                                        | 26                                       | Marco Andretti                           | C                                        | 187                                      | 59                                       | Wypadek                             | Andretti Autosport                        | 12+13                               |
| 25                                                           | 7                                        | 67                                       | Josef Newgarden (R)                      | H                                        | 161                                      | 0                                        | Awaria mechaniczna                  | Sarah Fisher Hartman Racing               | 10+8                                |
| 26                                                           | 24                                       | 17                                       | Sebastián Saavedra                       | C                                        | 143                                      | 0                                        | Elektryka                           | Andretti Autosport i AFS Racing           | 10+4                                |
| 27                                                           | 3                                        | 28                                       | Ryan Hunter-Reay                         | C                                        | 123                                      | 0                                        | Zawieszenie                         | Andretti Autosport                        | 10+12                               |
| 28                                                           | 5                                        | 12                                       | Will Power                               | C                                        | 79                                       | 0                                        | Wypadek                             | Penske Racing                             | 10+10                               |
| 29                                                           | 29                                       | 14                                       | Mike Conway                              | H                                        | 78                                       | 0                                        | Wypadek                             | A.J. Foyt Enterprises                     | 10+3                                |
| 30                                                           | 31                                       | 39                                       | Bryan Clauson (R)                        | H                                        | 46                                       | 0                                        | Awaria mechaniczna                  | Sarah Fisher Hartman Racing               | 10+3                                |
| 31                                                           | 26                                       | 41                                       | Wade Cunningham (R)                      | H                                        | 42                                       | 0                                        | Elektryka                           | A.J. Foyt Enterprises                     | 10+3                                |
| 32                                                           | 32                                       | 78                                       | Simona de Silvestro                      | L                                        | 10                                       | 0                                        | Czarna flaga/Za wolna               | HVM Racing                                | 10+3                                |
| 33                                                           | 33                                       | 64                                       | Jean Alesi (R)                           | L                                        | 9                                        | 0                                        | Czarna flaga/Za wolny               | Fan Force United                          | 10+3                                |
| P                                                            | Start                                    | Nr                                       | Kierowca                                 | S                                        | Okrążeń                                  | NP                                       | Czas/Powód wycofania                | Zespół                                    | Punkty                              |
| Zmiany na prowadzeniu: 34 pomiędzy 10 kierowcami             |                                          |                                          |                                          |                                          |                                          |                                          |                                     |                                           |                                     |
| Neutralizacje: 8 (39 okrążeń)                                |                                          |                                          |                                          |                                          |                                          |                                          |                                     |                                           |                                     |
| Wszystkie samochody używały nadwozi Dallara i opon Firestone |                                          |                                          |                                          |                                          |                                          |                                          |                                     |                                           |                                     |
| *S Silnik: C=Chevrolet, H=Honda, L=Lotus                     | *S Silnik: C=Chevrolet, H=Honda, L=Lotus | *S Silnik: C=Chevrolet, H=Honda, L=Lotus | *S Silnik: C=Chevrolet, H=Honda, L=Lotus | *S Silnik: C=Chevrolet, H=Honda, L=Lotus | *S Silnik: C=Chevrolet, H=Honda, L=Lotus | *S Silnik: C=Chevrolet, H=Honda, L=Lotus | *NP – liczba okrążeń na prowadzeniu | *NP – liczba okrążeń na prowadzeniu       | *NP – liczba okrążeń na prowadzeniu |

- Simonie de Silvestro i Jean Alesiemu pokazano czarne flagi za zbyt wolne tempo jazdy w wyścigu (powyżej 105% tempa jazdy lidera).
- Jean Alesiemu odjęto dwa przejechane okrążenia za ignorowanie czarnej flagi (przesunęło go to z 32. na 33. miejsce).